# Lympne Castle
Lympne Castle är ett slott i Storbritannien.   Det ligger i distriktet Folkestone and Hythe, grevskapet Kent och riksdelen England, i den sydöstra delen av landet, 90 km sydost om huvudstaden London. Lympne Castle ligger 103 meter över havet.
Terrängen runt Lympne Castle är lite kuperad. Havet är nära Lympne Castle åt sydost.  Närmaste större samhälle är Ashford, 13,3 km nordväst om Lympne Castle. Trakten runt Lympne Castle består till största delen av jordbruksmark.